# 1937 год в истории общественного транспорта
В этой статье перечисляются основные события из истории общественного транспорта (прежде всего трамваев, троллейбусов и автобусов) в 1937 году. Информация об истории метрополитенов и железнодорожного транспорта находится в отдельных статьях.

## События

### В СССР

#### РСФСР
- 1 февраля — открыто трамвайное движение в Уфе.
- 28 февраля — открыто трамвайное движение в городе Нижний Тагил.
- Осенью прекращено трамвайное движение в Пензе.

#### Грузинская ССР
- 21 апреля — в Тбилиси пущен троллейбус.

### В мире

#### Великобритания
- 23 июля открыто троллейбусное движение в городе Кингстон-апон-Халл.
- 18 июля открыто троллейбусное движение в городе Клиторпс.

#### Германия
- 6 июня открыто троллейбусное движение в городе Ганновер.

#### Италия
- открыто троллейбусное движение в городе Верона.
- 21 апреля открыто троллейбусное движение в городе Падуя.
- 8 января открыто троллейбусное движение в городе Рим.
- 7 августа открыто троллейбусное движение в городе Салерно.
- 11 ноября открыто троллейбусное движение в городе Флоренция.

#### ЮАР
- в октябре прекращено троллейбусное движение в городе Блумфонтейн.

#### Канада
- 29 марта открыто троллейбусное движение в городе Монреаль.

#### США
- 28 июня открыто троллейбусное движение в городе Атланта.
- 11 августа временно прекращено троллейбусное движение в городе Детройт.
- 11 июля открыто троллейбусное движение в городе Ковингтон.
- 12 декабря прекращено троллейбусное движение в городе Кохос.
- 1 марта открыто троллейбусное движение в городе Флинт.

#### Венесуэла
- в июле открыто троллейбусное движение в городе Каракас.

#### Австралия
- 5 сентября повторно открыто троллейбусное движение в городе Аделаида.